# Stora Älingasjön
Stora Älingasjön är en sjö i Hylte kommun i Halland och ingår i Nissans huvudavrinningsområde.